# George Pickens
George Malik Pickens Jr. (Hoover, 4 marzo 2001) è un giocatore di football americano statunitense che milita nel ruolo di wide receiver per i Dallas Cowboys della National Football League (NFL).

## Carriera

### Pittsburgh Steelers
Al college Pickens giocò a football a Georgia, vincendo il campionato NCAA nel 2021. Fu nel corso del secondo giro (52º assoluto) del Draft NFL 2022 dai Pittsburgh Steelers. Debuttò nella gara della settimana 1 contro i Cincinnati Bengals ricevendo un passaggio da 3 yard dal quarterback Mitchell Trubisky. Nel terzo turno contro i Cleveland Browns si impose all'attenzione generale con una ricezione acrobatica che fu subito ribattezzata "ricezione dell'anno" e che fu paragonata a una celebre presa di Odell Beckham qualche anno prima. La sua prima stagione si chiuse con 52 ricezioni per 801 yard e 4 touchdown giocando tutte le 17 partite, di cui 12 come titolare.
Nel quinto turno della stagione 2023, Pickens ricevette dal quarterback Kenny Pickett il passaggio da touchdown da 41 yard della vittoria sui Baltimore Ravens a un minuto e 17 secondi dal termine. Nella settimana 16 ricevette 6 passaggi per un nuovo primato personale di 195 yard e 2 touchdown dal quarterback di riserva Mason Rudolph nella vittoria sui Cincinnati Bengals per 34-11.
Nel settimo turno della stagione 2024, Pickens ricevette dal quarterback Russell Wilson 111 yard e un touchdown nella vittoria sui New York Jets. La sua stagione si chiuse con 59 ricezioni per 900 yard e 3 touchdown in 14 presenze, di cui 12 come titolare.

### Dallas Cowboys
Il 6 maggio 2025 Pickens, assieme a una scelta del sesto giro del Draft 2027, fu scambiato con i Dallas Cowboys per una scelta del terzo giro del 2026 e una del quinto giro del 2027.